# George Raynor
George Raynor (Hoyland, 13 januari 1907 – 24 november 1985) was een Engels voetballer en voetbalcoach. Hij boekte zijn grootste successen als bondscoach van Zweden, waarmee hij goud won op de Olympische Zomerspelen 1948 en de finale van het WK 1958 haalde. Hij is de eerste Engelse coach die een WK-finale haalde, Alf Ramsey zou hier pas acht jaar later in slagen met Engeland.

## Spelerscarrière
Raynor begon zijn carrière bij amateurclubs Elsecar Bible Class, Mexborough Athletic FC en Wombwell FC. In 1930 sloot hij zich aan bij Sheffield United, maar daar kwam hij nauwelijks aan spelen toe. Tussen 1932 en 1939 speelde hij voor Mansfield Town, Rotherham United, Bury FC en Aldershot FC. Toen hij voor deze laatste club uitkwam, brak de Tweede Wereldoorlog uit. Raynor meldde zich in 1939 aan als fysieke trainingsinstructeur om soldaten op te leiden in het Britse leger. De voetbalbond had gevraagd dat alle profvoetballers physical training instructor zouden worden als ze geen actieve dienst zouden uitvoeren. Raynor werd gedetacheerd in Irak.

## Trainerscarrière
Zeven jaar voordat ze FIFA-lid werden coachte Raynor het nationale elftal van Irak tijdens de Tweede Wereldoorlog. Onder zijn leiding speelde een mix van studenten en legerofficieren enkele wedstrijden tegen Poolse en Engelse militaire teams en een aantal vriendschappelijke wedstrijden in het nabijgelegen Libanon en Syrië. Toenmalig FA-voorzitter Stanley Rous merkte zijn werk in Irak op via een aanbevelingsbrief van toenmalig Iraaks premier Nuri al-Said en zorgde ervoor dat hij in 1946 aan de slag kon als trainer van de reserven van Aldershot FC.
In 1946 werd Raynor aangesteld als bondscoach van Zweden. Twee jaar later behaalde hij op de Olympische Zomerspelen 1948 in Londen een gouden medaille met de Zweden. Doordat de Spelen in Londen het eerste wereldwijde voetbaltoernooi waren sinds het einde van de Tweede Wereldoorlog, kreeg deze gouden medaille veel aandacht. In de kern zaten naast de broers Bertil, Gunnar en Knut Nordahl ook de latere Milan-spitsen Gunnar Gren en Nils Liedholm. Twee jaar later werd Zweden, dat tal van sterkhouders moest missen omdat ze naar het buitenland waren getrokken en daardoor niet meer voor het nationale elftal mochten uitkomen, derde op het WK 1950.
Op de Olympische Zomerspelen 1952 in Helsinki waren Erik Nilsson en Kalle Svensson de enige spelers die er vier jaar eerder in Londen ook al bij waren. Toch won Raynor met de Zweden een bronzen medaille. Voor het WK 1954 kon Zweden zich niet plaatsen, waarop Raynor ontslag nam om trainer te worden van Juventus FC. Dat werd geen succes, waarop hij het bij SS Lazio probeerde. Na een korte passage bij Coventry City keerde Raynor in 1956 terug naar Zweden, waarmee hij twee jaar later tweede werd op het WK 1958 in eigen land.